# Richard A. Kramer
Richard A. Kramer (* 1938) ist ein US-amerikanischer Musikwissenschaftler, der sich insbesondere mit Beethoven befasst.

## Leben
Kramer promovierte 1974 an der Princeton University und lehrte anschließend an der Stony Brook University. Seit 1998 ist er Professor am Graduate Center der City University of New York.
Für seine Publikation Distant Cycles: Schubert and the Conceiving of Song (1994) erhielt er den renommierten Kinkeldey Award der American Musicological Society und den ASCAP-Deems Taylor Award. Seit 2001 ist Kramer Mitglied der American Academy of Arts and Sciences.

## Werke
- Beethoven and Carl Heinrich Graun, in: Beethoven Studies, hrsg. von Alan Tyson, Band 1, New York 1973, S. 18–44
- The Sketches of Beethoven's Violin Sonatas, Opus 30: History, Transcription, Analysis, 3 Bände, Ann Arbor 1974 (Diss., Princeton)
- Notes to Beethoven's Education, in: Journal of the American Musicological Society, Jg. 28 (1975), S. 72–101
- An Unfinished Concertante of 1802, in: Beethoven Studies, hrsg. von Alan Tyson, Band 2, London 1977, S. 20–65
- On the Dating of Two Aspects in Beethoven's Notation for Piano, in: Beiträge '76-78. Beethoven-Kolloquium 1977. Dokumentation und Aufführungspraxis, hrsg. von der Österreichischen Gesellschaft für Musik, Kassel 1978, S. 160–173
- Posthumous Schubert, in: 19th-Century Music, Jg. 14 (1990), S. 197–216
- Distant Cycles: Schubert and the Conceiving of Song, Chicago: University of Chicago Press, 1994
- Ludwig van Beethoven: A Sketchbook from the Summer of 1800. Facsimile, with Transcription and Commentary, 2 Bände, Bonn: Beethoven-Haus Bonn, 1996
- In Search of Palestrina: Beethoven in the Archives, in: Haydn, Mozart, & Beethoven: Studies in the Music of the Classical Period, Essays in Honour of Alan Tyson, hrsg. von Sieghard Brandenburg, Oxford: Clarendon Press, 1998, S. 283–300
- Beethovens Opus 90 und die Fenster zur Vergangenheit, in: Beethoven und die Rezeption der Alten Musik, hrsg. von Hans-Werner Kuethen, Bonn: Beethoven-Haus, 2002, S. 93–119
- Unfinished Music, Oxford and New York: Oxford University Press, 2008 (Digitalisat)
- Beethovens Streichquartette: Überlegungen zum Kompositionsprozess, in: Beethovens Kammermusik, hrsg. von Friedrich Geiger und Martina Sichardt (= Das Beethoven-Handbuch, hrsg. von Albrecht Riethmüller, Band 3), Laaber 2014, S. 235–256